# Нечисть із космосу
«Нечисть з космосу» (англ. Hellhounds of the Cosmos) — науково-фантастичне оповідання Кліффорда Сімака. Один з перших творів письменника. Надрукований в журналі «Astounding» в червні 1932 року.

## Сюжет
Чорні, без чіткої форми незрозумілі істоти, яких земляни називають «Жах», з'являються у багатьох куточках світу. Вони періодично чинять напади, їх чисельність зростає і людство розуміє свою приреченість.
Професор Сайлес Вайт переконаний, що у нього є вирішення проблеми. Вайт пояснює молодому журналісту Генрі Вудсу, що «Жах» є тривимірною версією  чотиривимірної істоти з іншої площини існування, тому вони невразливі. Вчений додає, що у нього є ідея, як з ними боротися. Він створив механізм, що переносить між вимірами, також у нього є група з 98 волонтерів, які зголосилися на експериментальну експедицію. У чотиривимірному Всесвіті вони на рівних боротимуться з монстрами. Журналіст склав їм компанію.
Коли Генрі  усвідомив себе у дивному, чотиривимірному світі, він виявив, що є частиною множинної свідомості інших 98-ти. І вони формують чотиривимірну істоту (ідентичність) Мал-Шаффа. А «Жах» — це тривимірна проєкція іншої чотиривимірної істоти, Овглада, який дуже давно знищив Мал-Шаффа. Розпочалася жахлива боротьба. Дві істоти бились розпачливо, з перемінним успіхом. Овглад відкликав свою проєкцію з нашого світу (тривимірного), щоб підсилитись.
Як наслідок, «Жах» покинув Землю. В запеклій битві Мал-Шафф переміг, але не повертається назад в третій вимір, залишившись зі своїми чотиривимірними «товаришами».
Професор закінчує життя самогубством.

## Головні герої
1. Сайлес Вайт — ексцентричний, навіть трохи божевільний професор, автор ідеї, як перемогти «Жах». Створив механізм (машину), яка переносить живе та неживе з третього виміру в четвертий і навпаки.
2. Генрі Вудс — кореспондент «Пресс». Отримав завдання від редактора дізнатися інформацію від Сайлеса Вайта щодо «Жаху». Взяв участь у експериментальному поході в світ четвертого виміру задля написання «польової» статті.
3. «Жах» — чорні, аморфні, повністю невразливі до будь-яких видів зброї, газу, радіації істоти з четвертого виміру, що тероризують тривимірну Землю в пошуках поживи. У рідному чотиривимірному Всесвіті «Жах» постає як Овглат.
4. Овглат — істота з четвертого виміру. У тривимірному світі — це численний незрозумілий «Жах» від якого потерпають земляни.
5. Мал-Шафф — істота з четвертого виміру. В далекому минулому був знищений Овглатом, після чого потрапив у світ нижчого рівня — Землю. На Землі представляє собою 99 добровольців, включно з журналістом Генрі Вудсом, які погодились на експеримент вченого Сайлеса Вайта задля порятунку планети.
6. Редактор — редактор газети «Пресс», безпосередній керівник Генрі Вудса, який відправив його на завдання.
7. Слуга — помічник професора Сайлеса Вайта